# Corynotheca flexuosissima
Corynotheca flexuosissima är en grästrädsväxtart som beskrevs av Rodney John Francis Henderson. Corynotheca flexuosissima ingår i släktet Corynotheca, och familjen grästrädsväxter. Inga underarter finns listade i Catalogue of Life.